# Documento de identidad (Chipre)
El documento de identidad chipriota se expide a los ciudadanos de Chipre. Se puede utilizar como documento de viaje cuando se visitan países europeos (excepto Bielorrusia, Rusia, Turquía y Ucrania), así como en los territorios franceses de ultramar, Montserrat y Georgia.
Desde febrero de 2015 se comenzaron a emitir los primeros carnets de identidad biométricos. A partir del 17 de agosto de 2020, el Departamento de Registro Poblacional y Extranjería de Chipre comenzó a emitir carnets con nuevas medidas de seguridad y cumpliendo la normativa europea e internacional.

## Apariencia externa
La versión actual del carnet de identidad chipriota tiene un tono azul claro. El escudo de la República de Chipre se encuentra en el centro a ambos lados de la tarjeta. En la parte superior izquierda del anverso, el nombre de la República de Chipre está impreso en inglés, griego y turco y está situado a la derecha de un pequeño escudo en gris. El documento es válido durante 10 años (5 años para los menores de 18 años) desde el momento de su emisión.
Los carnets de identidad chipriotas contienen los siguientes datos:
Anverso
- Fotografía del titular
- Número de tarjeta
- Nombres de pila
- Apellido

Reverso
- Sexo
- Fecha de nacimiento
- Lugar de nacimiento
- Ciudadanía
- Nombre del padre
- Nombre de la madre
- Apellido de la madre
- Fecha de emisión
- Fecha de vencimiento

La obtención y posesión de un carnet de identidad es obligatorio para todos las personas mayores de 12 años.